# تليوس
تيليوس هي شركة اتصالات وطنية كندية توفر مجموعة واسعة من منتجات وخدمات الاتصالات بما في ذلك الوصول إلى الإنترنت ، والصوت، والترفيه، والرعاية الصحية، والفيديو، وتلفزيون IPTV . تقع الشركة في منطقة فانكوفر ، كولومبيا البريطانية . كان مقرها أصلاً في إدمونتون ، ألبرتا ، قبل اندماجها مع BC Tel في عام 1999. يوفر قسم تليوس اللاسلكي ، تيليوس المحمول، شبكات الهاتف المحمول HSPA + وLTE . Telus هي شركة النقل المحلية الحالية في كولومبيا البريطانية وألبرتا. المنافسون الرئيسيون للشركة هم شاو للاتصالات (في المقاطعات الغربية). كما أنها تتنافس في قطاع الأجهزة المحمولة مع روجرز كوميونيكيشنز وبيل كندا وفيدوترون (في كيبيك).

## روابط خارجية
- الموقع الرسمي